# Таллоу (Карлоу)

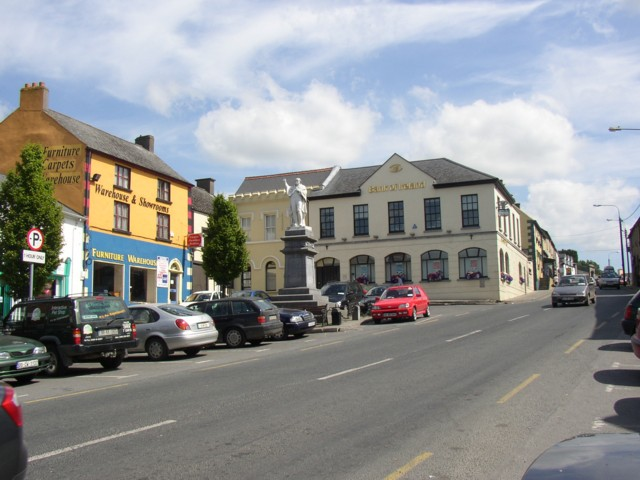
Статуя Отца Джона Мёрфи

Таллоу (англ. Tullow; ирл. Tulach Ó bhFéidhlim, «курган») — (переписной) посёлок в Ирландии, находится в графстве Карлоу (провинция Ленстер).
Местная железнодорожная станция была открыта 1 июня 1886 года, закрыта для пассажиро- и грузопотока 1947 года и окончательно закрыта 1 апреля 1959 года.

## Демография
Население — 3048 человек (по переписи 2006 года). В 2002 году население составляло 2417.
Данные переписи 2006 года:
| Общие демографические показатели |               |                               |                               |      |      |
| Всё население                    | Всё население | Изменения населения 2002—2006 | Изменения населения 2002—2006 | 2006 | 2006 |
| 2002                             | 2006          | чел.                          | %                             | муж. | жен. |
| 2417                             | 3048          | 631                           | 26,1                          | 1551 | 1497 |

В нижеприводимых таблицах сумма всех ответов (столбец «сумма»), как правило, меньше общего населения населённого пункта (столбец «2006»).
| Религия (Тема 2 — 5 : Число людей по религиям, 2006) |             |                |             |            |       |      |
| Католики, чел.                                       | Католики, % | Другая религия | Без религии | не указано | сумма | 2006 |
| 2744                                                 | 90,0        | 138            | 74          | 92         | 3048  | 3048 |

| Этно-расовый состав (Этничность. Тема 2 — 3 : Постоянное население по этническому или культурному происхождению, 2006) |            |              |       |        |        |            |       |       |
| Белые ирландцы | Лухт-шулта | Другие белые | Негры | Азиаты | Другие | Не указано | сумма | 2006  |
| 2450 | 18         | 356          | 2     | 17     | 35     | 119        | 2997  | 3048  |
| Доля от всех отвечавших на вопрос, %                                                                                   |            |              |       |        |        |            |       |       |
| 81,7 | 0,6        | 11,9         | 0,1   | 0,6    | 1,2    | 4,0        | 100   | 98,31 |

1 — доля отвечавших на вопрос о языке от всего населения.
| Владение ирландским языком (Тема 3 — 1 : Число людей от 3 лет и старше по способности говорить по-ирландски, 2006) |      |            |       |       |
| Владеете ли Вы ирландским языком?                                                                                  |      |            |       |       |
| Да | Нет  | Не указано | сумма | 2006  |
| 910 | 1867 | 129        | 2906  | 3048  |
| Доля от всех отвечавших на вопрос о языке, %                                                                       |      |            |       |       |
| 31,3 | 64,2 | 4,4        | 100   | 95,31 |

1 — доля отвечавших на вопрос о языке от всего населения.
| Использование ирландского языка (Тема 3 — 2 : Говорящие по-ирландски от 3 лет и старше по частоте использования ирландского языка, 2006) |                                                            |                                               |                                               |                                               |                                               |                                               |       |                                     |      |
| Как часто и где Вы говорите по-ирландски?                                                                                                |                                                            |                                               |                                               |                                               |                                               |                                               |       |                                     |      |
| ежедневно, только в образовательных учреждениях                                                                                          | ежедневно, как в образовательных учреждениях, так и вне их | в других местах (вне образовательной системы) | в других местах (вне образовательной системы) | в других местах (вне образовательной системы) | в других местах (вне образовательной системы) | в других местах (вне образовательной системы) | сумма | всего, отвечавших на вопрос о языке | 2006 |
| ежедневно, только в образовательных учреждениях                                                                                          | ежедневно, как в образовательных учреждениях, так и вне их | ежедневно                                     | каждую неделю                                 | реже                                          | никогда                                       | не указано                                    | сумма | всего, отвечавших на вопрос о языке | 2006 |
| 270 | 14                                                         | 20                                            | 49                                            | 294                                           | 248                                           | 15                                            | 910   | 2906                                | 3048 |
| Доля от всех отвечавших на вопрос о языке, %                                                                                             |                                                            |                                               |                                               |                                               |                                               |                                               |       |                                     |      |
| 9,3 | 0,5                                                        | 0,7                                           | 1,7                                           | 10,1                                          | 8,5                                           | 0,5                                           | 31,3  | 100                                 |      |

| Типы частных жилищ (Тема 6 — 1(a) : Число частных домовладений по типу размещения, 2006) |          |         |                 |            |       |      |
| Отдельный дом                                                                            | Квартира | Комната | Переносные дома | не указано | сумма | 2006 |
| 978                                                                                      | 70       | 5       | 4               | 52         | 1109  | 3048 |